# IO Interactive
IO Interactive A/S (IOI) je dánský vývojář a vydavatel videoher se sídlem v Kodani. Studio je především známé díky herním sériím Hitman a Kane & Lynch.
Společnost byla založena v září 1998 jako společný firma sedmičlenného vývojového týmu Reto-Moto a filmového studia Nordisk Film. V březnu 2004 bylo IO Interactive koupeno společností Eidos Interactive za 23 milionů liber. Tu následně koupila v roce 2009 společnost Square Enix a přejmenovala ji na Square Enix Europe. V květnu 2017 společnost Square Enix ukončila financování studia IO Interactive a začala hledat pro studio kupce. V červnu 2017 studio provedlo odkup managementu, čímž se osamostatnilo a znovu získalo práva na své série Hitman a Freedom Fighters. Studio IO Interactive k červnu 2025 zaměstnává přes 500 lidí a provozuje čtyři dceřiná studia: IOI Malmö ve švédském Malmö, IOI Barcelona ve španělské Barceloně, IOI Istanbul v tureckém Istanbulu a IOI Brighton v anglickém Brightonu.

## Historie

### Založení studia (1997–1998)
V roce 1997 bylo v Kodani založeno vývojářské studio Reto-Moto. Než ale dokončilo jakékoli hry, uzavřelo v roce 1998 partnerství s dánským filmovým studiem Nordisk Film, které vedlo k vytvoření vývojářského studia ve společném vlastnictví obou společností. Výsledná společnost IO Interactive byla založena 16. září 1998 se sedmi zaměstnanci Reto-Moto – Jesperem Vorsholtem Jørgensenem, Rasmusem Guldbergem-Kjærem, Martinem Munkem Pollasem, Karstenem Lemannem Hvidbergem, Jacobem Andersenem, Janosem Flösserem a Davidem Guldbransenem – jako zakladateli a prvními zaměstnanci IO Interactive. Společnost Nordisk Film a skupina sedmi zakladatelů vlastnili v podniku každý 50% podíl. V březnu 2004 se podíl společnosti Nordisk Film v IO Interactive snížil na 40,3 %.

### Hitman: Codename 47(1998–2000)
Studio zpočátku koncipovalo fantasy MMO hru s názvem Rex Dominus, ale zaměstnanci Nordisk Film požádali vývojáře, aby zastavili produkci hry Rex Dominus a místo toho se „přezkoušet“ vývojem „jednoduché střílečky“. Tým se proto rozhodl pro vývoj akční hry typu „run and gun“, protože by vývoj trval kratší dobu ve srovnání s MMO. Tým se při vývoji inspiroval filmy Johna Woo, jako například Hard Boiled a The Killer. Rozhodli se pro vývoj pro osobní počítače, protože nebyli schopni získat vývojové sady pro konzole a také se zajímali o neustálý nárůst 3D grafických možností osobních počítačů.
Součástí vývoje hry, ze které se později stal titul Hitman: Codename 47, bylo vytvoření Glacieru, proprietárního herního enginu studia, který vyhovoval jejich potřebám. Spoluzakladatel Andersen uvedl: „Jelikož hlavním tématem hry bylo zabíjení, chtěli jsme udělat něco speciálního. [...] Standardní ‚animace smrti‘ vypadaly příliš staticky, takže se někteří programátoři snažili zjistit, zda by mohli pro padající těla použít inverzní kinematiku v reálném čase. První verze běžely strašně pomalu, dokud jeden z programátorů nepřišel na způsob, jak celý výpočet zfalšovat.“ To vedlo k prvnímu použití pokročilé ragdoll fyziky ve videohře. Tento fyzikální systém zaujal britského vydavatele Eidos Interactive a zejména člena týmu Jonase Enerotha, který byl přesvědčen, že by systém mohl výrazně prospět hratelnosti Codename 47. Po šesti měsících jednání byla mezi společnostmi IO Interactive a Eidos Interactive podepsána vydavatelská smlouva. Vedoucím producentem projektu se stal Eneroth.
Jako vedoucí producent Eneroth povzbudil vývojový tým, aby se odklonil od hratelnosti typu „run and gun“ a místo toho se zaměřil na „metodický zážitek“, včetně tahání mrtvých těl za účelem vytvoření napětí. Eneroth dříve pracoval na hrách Deus Ex a Thief: The Dark Project, které ho do značné míry seznámily s herními stealth mechanismy, které si přál vidět v Codename 47. Hra byla vydána 19. listopadu 2000 a kvůli obtížnosti se setkala s různorodými ohlasy.

### Další projekty (2000–2004)
V říjnu 2001 společnost Eidos Interactive oznámila vydání hry Hitman 2: Silent Assassin, pokračování hry Hitman: Codename 47. Po mírném zpoždění oznámeném v květnu byla hra vydána v říjnu 2002, tentokrát pro Microsoft Windows, PlayStation 2 a Xbox. Aby IO Interactive snáze překonalo výzvu uvedení hry na konzole, „značně“ navýšilo počet zaměstnanců. Hra byla kritiky přijata dobře. Podle Grega Kasavina z GameSpot „Hitman 2 opravuje prakticky všechny problémy svého předchůdce“. Úspěch hry Silent Assassin byl pro tým překvapením a v následujícím roce byl rychle následován portováním hry na GameCube.
V roce 2003 se studio IO Interactive rozhodlo otevřít maďarskou pobočku s názvem IO Interactive Hungary. Pro řádné zprovoznění studia bylo najato 50 maďarských zaměstnanců, kteří byli přivedeni do kodaňského sídla společnosti na šestiměsíční školení. Po jeho skončení si však studio uvědomilo, že má sice v Maďarsku 50 talentovaných lidí, ale nikoho, kdo by je mohl vést. Místo toho, aby pokračovalo s otevřením maďarské divize, se rozhodlo nabídnout všem 50 lidem práci ve svém sídle, s čímž většina z nich souhlasila. V říjnu téhož roku společnost Electronic Arts vydala hru Freedom Fighters, střílečku z pohledu třetí osoby vyvinutou studiem IO Interactive, která byla dříve v květnu 2002 oznámena jako Freedom: The Battle for Liberty Island. Ačkoli se očekávalo pokračování hry, IO Interactive se nedokázalo vyjádřit k tomu, zda se taková hra vyvíjí.

### Akvizice společností Eidos Interactive, další vydání v sériiHitman(2004–2006)
Dne 3. března 2004 společnost Eidos Interactive oznámila, že kupuje společnost IO Interactive za 23 milionů liber v hotovosti a akciích, plus dalších 5 milionů liber spojených s výkonem studia v následujících čtyřech letech. Dohoda byla uzavřena 31. března téhož roku. V té době bylo studio IO Interactive 10. největším vývojářem videoher v Evropě a v kancelářích zaměstnávalo 140 lidí. Prodej byl primárně vyjednán zakládajícím členem Flösserem.
První hrou vydanou pod vedením společnosti Eidos Interactive byla hra Hitman: Contracts, třetí ze série Hitman, která byla oznámena a vydána v dubnu 2004. Hra byla vyvinuta přibližně devět měsíců, od fáze návrhu až po odeslání na konzole, ale po celou dobu vývoje byla pod vlivem povinných přesčasů. Hra Hitman: Contracts se setkala s pozitivním ohlasem. Následující hra, Hitman: Blood Money, byla oznámena krátce poté, v listopadu 2004. Hra byla vydána v květnu 2016. Byla kritiky chválena a zpětně je opakovaně označována za nejlepší hru série Hitman.

### Další hry (2006–2010)
V srpnu 2006 studio IO Interactive oznámilo svou další hru s názvem Kane & Lynch: Dead Men. Hra byla lineární, kooperativní střílečka z pohledu třetí osoby, na rozdíl od sandboxového sólového stealthu Hitman her. Hra, vydaná v listopadu 2007, sklidila smíšené recenze, přičemž někteří recenzenti měli pocit, že hra nebyla v souladu s moderními herními styly. Dne 11. dubna 2008 čtyři spoluzakladatelé společnosti IO Interactive, Vorsholt Jørgensen, Pollas, Andersen a Guldbrandsen, oznámili, že společně s bývalým vedoucím producentem Eidos Interactive Neilem Donnellem obnovili Reto-Moto jako aktivní vývojářské studio. Guldbrandsen se stal technickým ředitelem a Donnell generálním ředitelem. V prosinci téhož roku nastoupilo do Reto-Moto dalších šest zaměstnanců studia IO Interactive. Spoluzakladatel a tehdejší generální ředitel Flösser opustil studio v dubnu 2008 a jeho nástupcem se stal Niels Jørgensen, který do společnosti nastoupil v roce 2002.
V lednu 2009 společnost Eidos Interactive oznámila hru Mini Ninjas, vyvinutou studiem IO Interactive, která byla na rozdíl od všech předchozích titulů tohoto studia vhodná pro rodiny. Jørgensen vysvětlil, že studio chtělo pomocí Mini Ninjas oslovit širší demografickou skupinu na herním trhu. Krátce po oznámení Mini Ninjas byla společnost Eidos Interactive v dubnu 2009 převzata japonským herním konglomerátem Square Enix za 84,3 milionů liber. Společnost Eidos Interactive byla v průběhu roku 2009 reorganizována a v listopadu téhož roku byla přejmenována na Square Enix Europe. Společnost Square Enix Europe nadále dohlížela na svá dříve vlastněná vývojářská studia, včetně IO Interactive. Karsten Lund v rozhovoru pro IO Interactive uvedl, že studio po odkupu „nepřišlo o žádnou svobodu“.
Pokračování hry Kane & Lynch: Dead Men s názvem Kane & Lynch 2: Dog Days bylo oznámeno v listopadu 2009 a vydáno v srpnu 2010. Kritici shledali, že většina herních prvků byla záměrně „ošklivá“, aby lépe zapadala do dobře vyprávěného příběhu hry. V rozhovoru pro herní web Gamasutra z listopadu 2009 Jørgensen prozradil, že kvůli vysokým nákladům spojeným s životem ve Skandinávii byla velká část grafického oddělení společnosti přesunuta do Šanghaje. Čínskou kancelář zřídili dva dánští zástupci studia IO Interactive, přičemž jeden z nich trvale žil v Šanghaji, aby dohlížel na postup outsourcingu. V březnu 2010 bylo ze společnosti propuštěno 35 z dříve 200 zaměstnanců. V listopadu téhož roku bylo propuštěno dalších 30 lidí, údajně kvůli zrušení projektu, který byl vyvíjen pro Microsoft.

### Návrat k sériiHitman(2011–2016)
V květnu 2011 společnosti IO Interactive a Square Enix oznámily, že se vrátí k sérii Hitman s novým titulem Hitman: Absolution. V květnu 2012 byla vydána spin-off demoverze s názvem Hitman: Sniper Challenge. Hra Absolution vyšla v listopadu téhož roku a stejně jako Blood Money se setkala s velmi pozitivním ohlasem kritiků. Mnoho fanoušků série, včetně vývojářů z IO Interactive, však mělo pocit, že se Absolution příliš přiklánělo k mainstreamu, v důsledku čehož ztratilo svou hlavní hráčskou základnu. V únoru 2012 společnost Square Enix otevřela novou kancelář v Kodani pod studiem IO Interactive. V březnu 2013 bylo oznámeno, že touto novou kanceláří bude Hapti.co, dceřiné studio zaměřené na mobilní hry. Studio Hapti.co bylo v září 2017 prodáno společnosti Wargaming Mobile, divizi mobilních her vydavatele Wargaming, a přejmenováno na Wargaming Copenhagen.
V červnu 2013 bylo 70 zaměstnanců, což byla v té době polovina zaměstnanců IO Interactive, propuštěno z důvodu „interních úprav potřebných k řešení výzev dnešního trhu“. Společnost Square Enix oznámila, že od té doby se IO Interactive bude výhradně zaměřovat na vývoj nových her v sérii Hitman. Současně převzal vedení společnosti jako šéf studia Hannes Seifert, který v posledních třech letech ve studiu zastával pozici produkčního ředitele. Na tiskové konferenci v červnu 2015 společnost Sony oznámila, že vydání nové hry ze série Hitman s jednoduchým názvem Hitman je naplánováno na prosinec 2015. Vydání hry bylo krátce odloženo na březen 2016 a později bylo oznámeno, že bude vydána v epizodickém formátu. První sezóna hry tak byla od března 2016 vydána v šesti epizodách, z nichž poslední vyšla v říjnu 2016. Přibližně ve stejnou dobu opustil Ryan Barnard, bývalý režisér hry The Division, studio Massive Entertainment a připojil se k IO Interactive. V té době mělo studio IO Interactive 170 zaměstnanců a bylo největším vývojářem videoher v Dánsku.

### Odkup managementu, další hry v sériiHitman,007a Project Fantasy (2017–současnost)
Seifert v únoru 2017 oznámil, že opustil IO Interactive a vrátil se do své rodné země, Rakouska, aby se věnoval neoznámenému projektu. Jeho povinnosti převzal Hakan B. Abrak, také bývalý produkční ředitel studia, a stal se tak generálním ředitelem.
V květnu 2017 společnost Square Enix oznámila, že stáhla financování studia IO Interactive a zahájí jednání s potenciálními investory, kteří by měli zájem studio koupit. Krátce po tomto oznámení došlo ve studiu IO Interactive k propuštění několika zaměstnanců. Dne 16. června 2017 studio IO Interactive oznámilo, že provedlo odkup managementu, a stalo se tak nezávislým. Odkup zahrnoval i duševní vlastnictví pro série Hitman a Freedom Fighters, ale nezahrnoval hry Kane & Lynch a Mini Ninjas. Tehdejší prezident a generální ředitel společnosti Square Enix, Yosuke Matsuda, uvedl, že rozhodnutí společnosti zbavit se IO Interactive spolu se sérií Hitman bylo učiněno proto, že měli pocit, že série musí pokračovat, ale že by byla v lepších rukou s jiným partnerem nebo se samotným IO Interactive. Zástupce ředitele IO Interactive, Eskil Mohl, uvedl, že když se Square Enix rozhodla odstoupit od studia, již pracovali na hře Hitman 2 a propouštění bylo nezbytným krokem k zajištění životaschopnosti studia bez podpory Square Enixu. Mohl se domníval, že to pomohlo posílit studio a učinit ze hry Hitman 2 silnější titul.
Studio IO Interactive krátce po stáhnutí financování potvrdilo, že veškerý zisk ze hry Hitman z roku 2016 půjde odteď přímo studiu. V srpnu téhož roku studio potvrdilo, že se vyvíjí další hra ze série Hitman. V dubnu 2018 studio IO Interactive navázalo partnerství se společností Warner Bros. Interactive Entertainment (WBIE) za účelem distribuce Definitivní Edice hry Hitman z roku 2016, která byla vydána v následujícím měsíci. V červnu 2018 studio oznámilo vydání hry Hitman 2. Na rozdíl od Hitmana z roku 2016 nebyl Hitman 2 vydán epizodicky. Hra Hitman 2 byla vydána nakladatelstvím WBIE v listopadu téhož roku. Dne 16. ledna 2019 otevřelo studio IO Interactive dceřiné studio IOI Malmö ve švédském Malmö. Studio pokračovalo ve svém partnerství s WBIE a do října 2019 se z něj stala dohoda zahrnující více IP.
V červnu 2020 studio IO Interactive oznámilo vydání hry Hitman 3, závěrečného dílu své trilogie World of Assassination. Hra vyšla 20. ledna 2021 pro Windows a konzole současné i nové generace, přičemž hru si vydalo samo.
V listopadu 2020 studio oznámilo Projekt 007, originální videohru s motivem Jamese Bonda, na které úzce spolupracuje s poskytovateli licencí MGM a Eon Productions. Ředitel studia Hakan Abrak uvedl, že strávili asi dva roky přípravou prezentace pro držitele licence na Bonda, protože věděli, že současní držitelé práv, Barbara Broccoli a Michael G. Wilson, nejsou spokojeni s množstvím násilí v minulých videoherních bondovkách. Bond vytvořený studiem IO Interactive bude zcela originální postavou a nebude používat žádné podoby filmových herců a Abrak očekává, že hra bude začátkem trilogie bondovek. Abrak uvedl, že hra bude vyžadovat zdvojnásobení stávajících 200 zaměstnanců na 400 do doby vydání první bondovky. Hra byla oficiálně představena jako 007 First Light v červnu 2025.
V dubnu 2021 bylo oznámeno dceřiné studio IOI Barcelona. Studio bude pomáhat studiu IO Interactive s jeho aktivními projekty, včetně dalších projektů ze série Hitman a hry 007 First Light.
V únoru 2023 studio IO Interactive oznámilo Project Fantasy, nový titul, který má být online fantasy RPG a bude se lišit od her ze série Hitman.
V červenci 2023 bylo oznámeno dceřiné studio IOI Brighton. Studio bude zpočátku podporovat projekty 007 First Light, Project Fantasy a Hitman.

#### Spolupráce s Build A Rocket Boy
V roce 2024 studio IO Interactive představilo divizi IOI Partners, počínaje vydáním hry MindsEye, AAA titulu od studia Build A Rocket Boy Leslieho Benziese. IO Interactive je zodpovědné za marketing a distribuci hry a MindsEye slouží jako demonstrace platformy Everywhere. Hakan Abrak, generální ředitel studia, zmínil, že hra v pokročilé fázi vývoje. Hra MindsEye byla vydána v červnu 2025 a obdržela od kritiků „obecně nepříznivé“ recenze.

## Vyvinuté hry
| Rok           | Titul                              | Platforma(y)                                                                                                 | Vývojář(i)                             |
| ------------- | ---------------------------------- | --- | -------------------------------------- |
| 2000          | Hitman: Codename 47                | Windows | Eidos Interactive                      |
| 2002          | Hitman 2: Silent Assassin          | GameCube, PlayStation 2, Windows, Xbox                                                                       | Eidos Interactive                      |
| 2003          | Freedom Fighters                   | GameCube, PlayStation 2, Windows, Xbox                                                                       | Electronic Arts                        |
| 2004          | Hitman: Contracts                  | PlayStation 2, Windows, Xbox                                                                                 | Eidos Interactive                      |
| 2006          | Hitman: Blood Money                | Android, iOS, Nintendo Switch, PlayStation 2, Windows, Xbox, Xbox 360                                        | Eidos Interactive, Feral Interactive   |
| 2007          | Kane & Lynch: Dead Men             | Microsoft Windows, PlayStation 3, Xbox 360                                                                   | Eidos Interactive                      |
| 2009          | Mini Ninjas                        | macOS, Nintendo DS, PlayStation 3, Wii, Windows, Xbox 360                                                    | Eidos Interactive, Feral Interactive   |
| 2010          | Kane & Lynch 2: Dog Days           | PlayStation 3, Windows, Xbox 360                                                                             | Square Enix                            |
| 2012          | Hitman: Absolution                 | macOS, PlayStation 3, Windows, Xbox 360                                                                      | Square Enix, Feral Interactive         |
| 2016          | Hitman                             | Linux, macOS, PlayStation 4, Stadia, Windows, Xbox One                                                       | Square Enix, Feral Interactive         |
| 2018          | Hitman 2                           | PlayStation 4, Stadia, Windows, Xbox One                                                                     | Warner Bros. Interactive Entertainment |
| 2021          | Hitman 3                           | Nintendo Switch, Nintendo Switch 2, PlayStation 4, PlayStation 5, Stadia, Windows, Xbox One, Xbox Series X/S | IO Interactive                         |
| 2026          | 007 First Light                    | Nintendo Switch 2, PlayStation 5, Windows, Xbox Series X/S                                                   | IO Interactive                         |
| bude oznámeno | Project Fantasy (prozatímní název) | bude oznámeno                                                                                                | IO Interactive                         |

### Vydané hry
| Rok  | Titul    | Platforma(y)                            | Vývojář(i)         |
| ---- | -------- | --------------------------------------- | ------------------ |
| 2025 | MindsEye | PlayStation 5, Windows, Xbox Series X/S | Build A Rocket Boy |

### Zrušené hry
- Rex Dominus
- Neoznámená hra pro Microsoft (2009)

## Glacier
Glacier je proprietární interní herní engine vyvinutý pro série Hitman, Freedom Fighters, Kane & Lynch a hry Mini Ninjas a 007 First Light. Glacier podporuje DLSS, XeSS a FSR. Engine podporuje ve hře Hitman 3 ray tracing. Studio Eidos-Montréal získalo licenci na Glacier pro svůj vlastní interní engine Dawn Engine.